# 小倉清明
小倉 清明（おぐら きよあき、1951年6月29日-  ）は、日本の経営者。日本コークス工業社長を務めた。茨城県出身。

## 来歴・人物
1975年に東北大学経済学部を卒業し、同年に新日本製鐵に入社した。2006年6月に三井鉱山(のちの日本コークス工業)に就任し、2007年4月には社長に昇格。2011年6月に社長を退任。
2012年7月から2016年7月までに都市再生機構理事も務めた。